# Browning GP
Pour les articles homonymes, voir HP35.

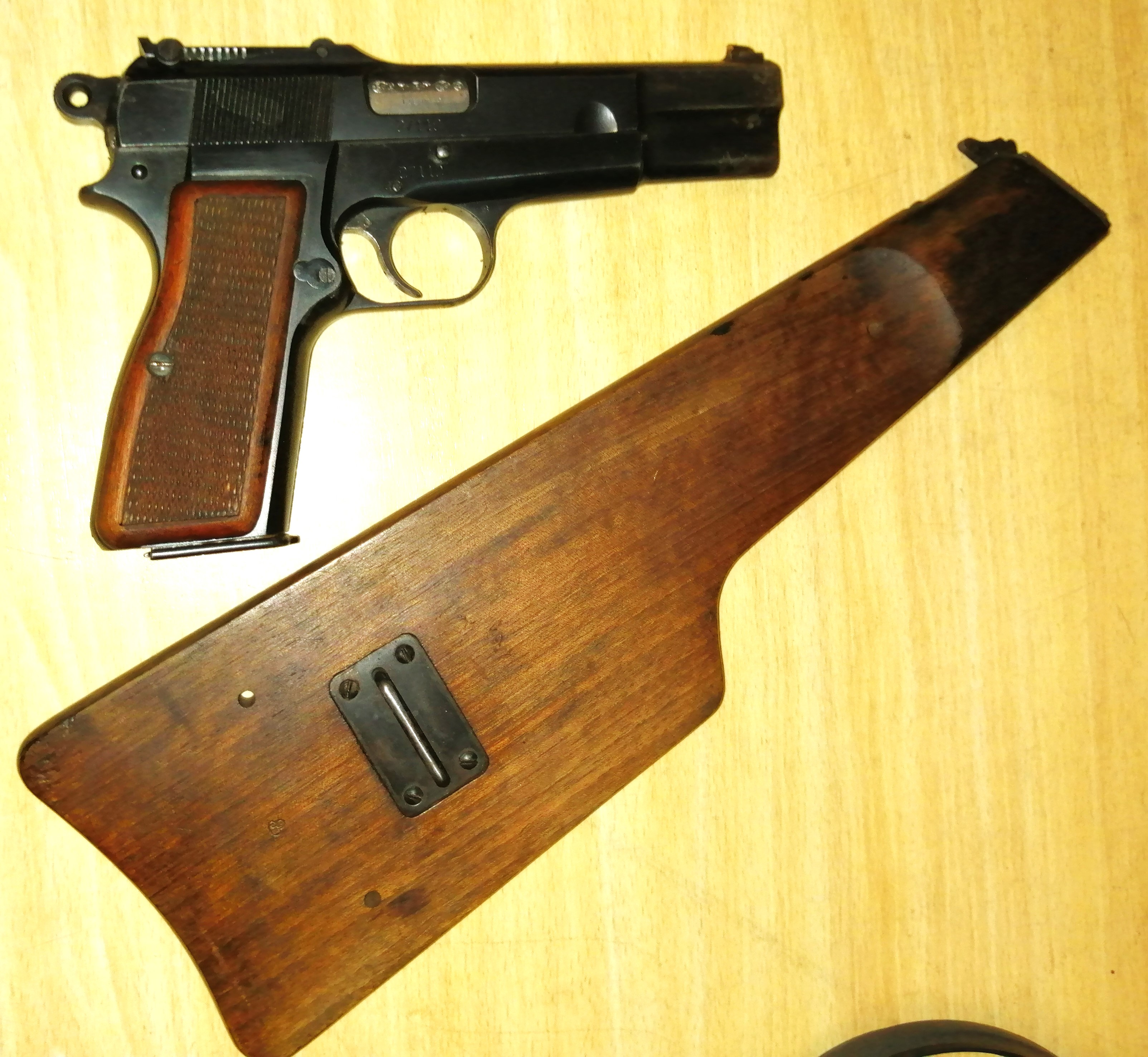
FN Browning GP 9.mm d'avant 1940 avec hausse réglable et crosse amovible.

Le Browning GP (aussi appelé Browning GP 35, FN Browning GP 35 et, en anglais, Browning HP 35, couramment abrégé en GP, pour Grande Puissance et, en anglais, HP pour High Power) est le dernier pistolet en partie mis au point par l'Américain John Moses Browning.
Le mécanisme de cette arme a été et continue d'être repris intégralement ou partiellement dans une quantité importante de pistolets.

## Historique

### Origine
Le GP résulte de l'amélioration d'un brevet de John Moses Browning déposé en 1925, lui-même issu d'une amélioration du brevet de 1897. Toutefois, John Browning mourant en 1926, il faudra attendre un certain nombre de modifications apportées par Dieudonné Saive et près d'une décennie avant que le GP ne soit produit par l'entreprise belge FN Herstal à partir de 1935, sous le nom de Browning GP 35 (pour Grande Puissance - année 1935) (Browning était lié à la firme belge pour l'exploitation de ses brevets en Europe depuis la production du Browning M1900). 
Pistolet semi-automatique fonctionnant en simple action, le GP 35 était à l'origine disponible avec deux types de hausses, une fixe et une ajustable de 50 à 500 m, et la poignée pouvait être aménagée pour y fixer une crosse détachable.

### Production avant 1945

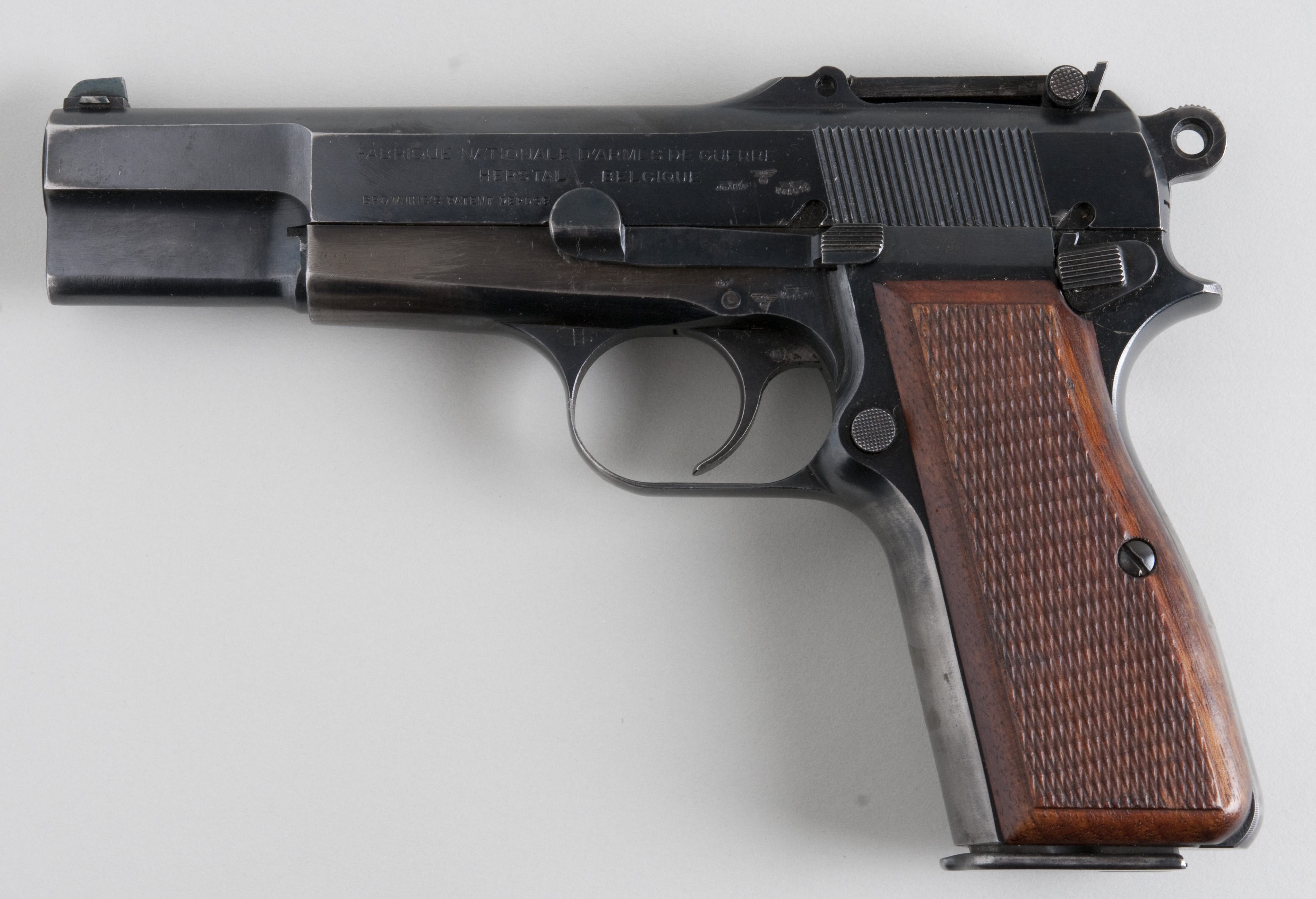
Un GP 35 à hausse réglable produit pour la Wehrmacht.

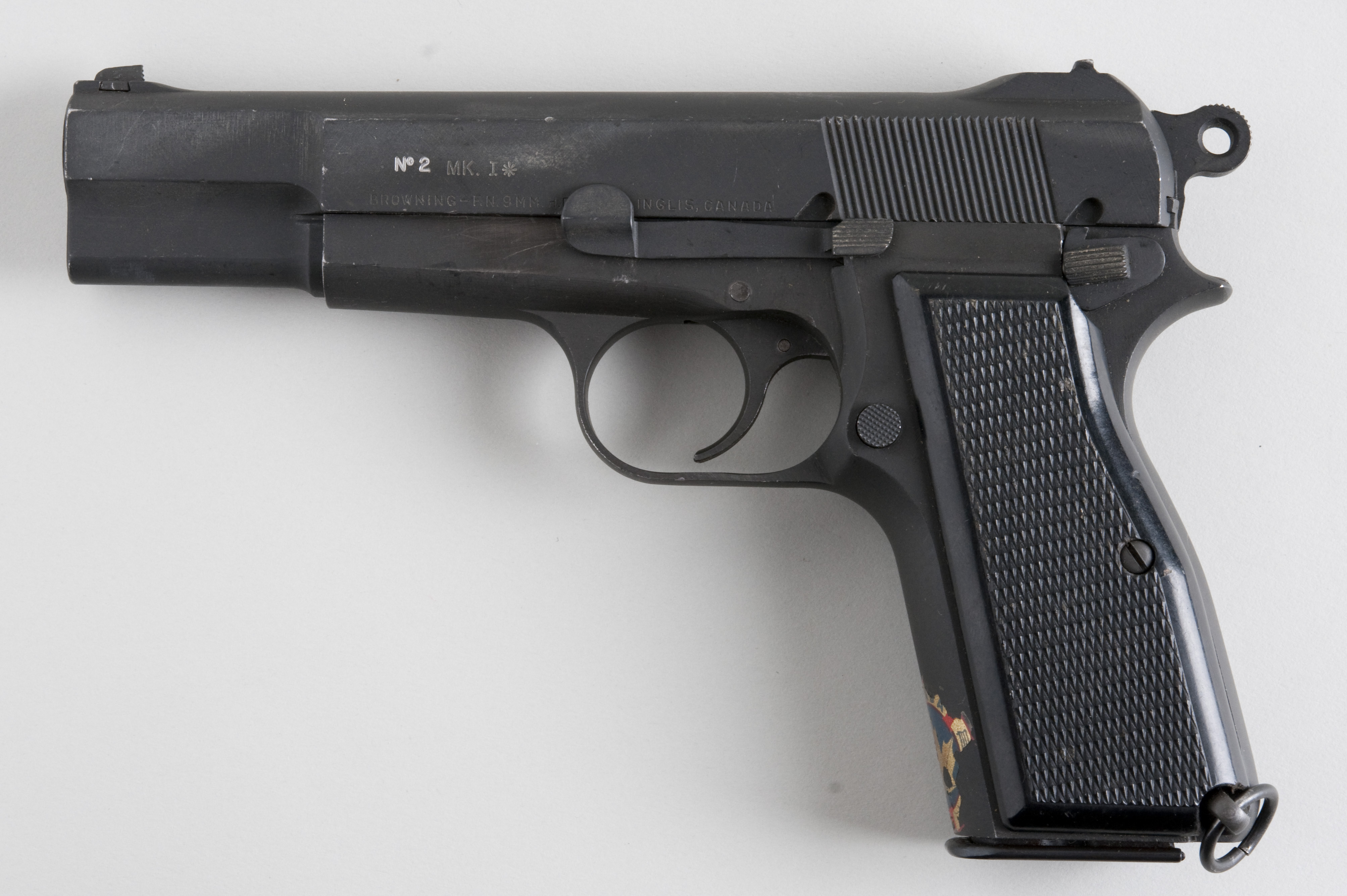
Le Pistol No 2 Mk 1* Browning Hi-Power canadien a été livré en grande quantité aux Alliés.

Généralement, les pistolets à hausse fixe avaient une poignée classique, et ceux à hausse ajustable avaient la crosse détachable. L'arme sera achetée par l'armée belge et la police belge peu avant la Seconde Guerre mondiale.
Pendant la Seconde Guerre mondiale, le Browning GP sera probablement la seule arme qui sera fabriquée par les deux camps. En effet, l'armée allemande utilisera (sous le nom de P35(b), pour pistolet, année 1935, fabriqué en Belgique) des GP fabriqués dans l'usine de FN Herstal (il semble d'ailleurs que les ouvriers belges aient délibérément mal travaillé, et que les P35(b) produits pendant l'occupation n'étaient pas fiables), tandis que l'usine John Inglis & Co de Toronto construira le GP (sous l'appellation Hi-Power) pour les alliés grâce aux plans qui avaient pu être évacués avant l'invasion de la Belgique. 
Appelé HP 35 (pour High Power - 1935) par le constructeur mais connu au Canada comme Browning 9mm, il arma les armées canadienne et chinoise, et bon nombre d'officiers britanniques s'en doteront comme arme secondaire en plus de leurs revolvers Enfield .38 réglementaires. Il en existe quatre versions qui diffèrent légèrement du modèle initial par son cran de mire rehaussé et son extracteur. Depuis les années 1950, il est produit par les arsenaux indiens sous le nom de Pistol Auto 9mm 1A.

### Production depuis 1945

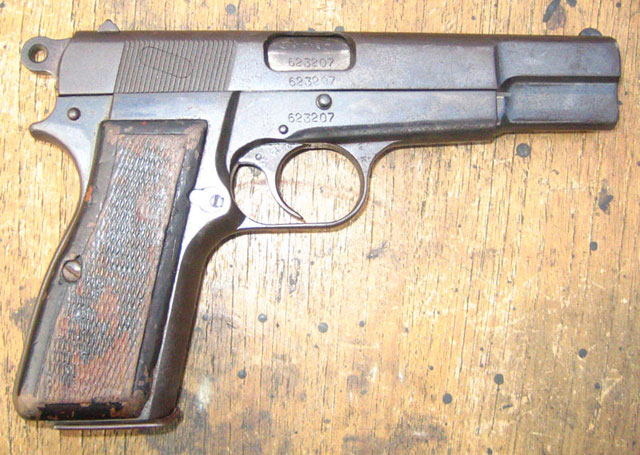
Un Browning produit en Indonésie : le Pindad P1A.

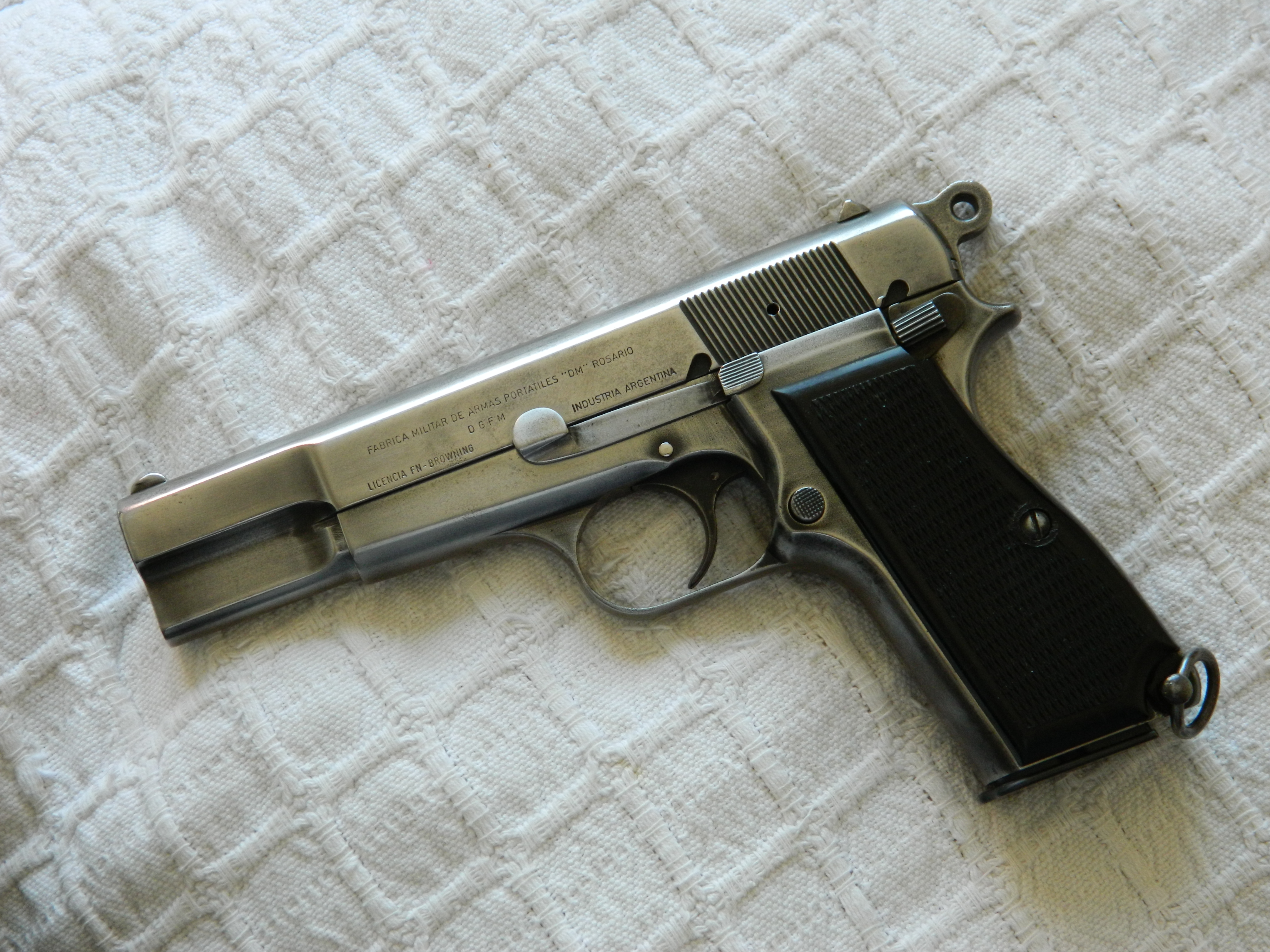
Un FMAP Browning argentin.

Après la guerre, le Browning GP fut adopté par un grand nombre d'armées et de polices, notamment en devenant le premier pistolet règlementaire de l'armée britannique (appelé L9A1) en remplacement des revolvers calibre 38, dont il est toujours l'arme de poing de service. 
Parmi ses plus illustres utilisateurs, on citera notamment le Special Air Service britannique et le Hostage Rescue Team du FBI. Dans les années 1960-1970, la firme belge accorde une licence de fabrication à l'Indonésie (Pindad P1A 9 mm) et à l'Argentine (FM Browning/FM Modelo Detective plus compacte). Le modèle argentin, remplaçant le FMAP 1927 (Colt M1911) dans les forces armées et la police, se retrouve rapidement entre les mains de nombreux narcotrafiquants sud-américains. Le FN Browning était proposé dans le circuit commercial par la firme privée Bersa (Bersa 90). Le FÉG P9M hongrois, l'Arcus 94 bulgare ou le  KSN Kareen israélien sont d'autres copies.
Chambré en 9mm Parabellum, la contenance de 13 coups du magasin à double colonne constituait un avantage certain pour une arme de l'époque. Un chargeur rallongé de 20 coups a également été produit (utilisé par les unités d'interventions comme les SAS britanniques). Le Browning GP a également été chambré en 7,65 mm Parabellum (dans les années 1970 à destination de l'Italie) et en .40 S&W pour le marché nord-américain essentiellement (modèle Mark III, voir ci-dessous).
Le GP a connu un certain nombre d'améliorations, notamment dans les années 1980 avec des versions à platine en double action (DA/SA ou DAO), sous diverses désignations : Browning HP-DA, BDA9 et BDAO (voir l'article Browning HP-DA). Celles-ci ont cependant connu peu de succès. Plus récemment, des versions destinées au marché militaire/policier ont été lancées, le Mark II, puis le Mark III toujours proposé actuellement (aux États-Unis, il est appelé HP-SA pour simple-action, par opposition au Browning HP-DA). Le Mark III est équipé d'une sécurité de percuteur, d'organes de visée plus modernes et des plaques de crosse en plastique, et il peut être chambré en .40 S&W. Une amélioration de sa platine simple action a donné naissance au HP SFS (Self Fast Shooting).
Le mécanisme de cette arme a été et continue d'être repris intégralement ou partiellement dans une quantité importante de pistolets, comme le Pistol Auto 9mm 1A.

## Fiche technique
| Modèle                            | Munition                                        | Longueur mini/maxi | Canon    | Masse à vide                                       | Chargeur                            |
| --------------------------------- | ----------------------------------------------- | ------------------ | -------- | -------------------------------------------------- | ----------------------------------- |
| GP-35                             | 9 mm Parabellum                                 | 20 cm              | 12 cm    | 0,915 kg                                           | 13/20 cartouches                    |
| GP-35 Capitan/hausse tangentielle | 9 mm Parabellum                                 | 19,7 cm            | 11,85 cm | 0,980 kg                                           | 13/20 cartouches                    |
| GP Vigilante                      | 9 mm Parabellum/ 7,65 mm Parabellum/9 mm Police | 20 cm              | 12 cm    | 0,900 kg (0,7 kg avec la rare carcasse en alliage) | 13/20 cartouches                    |
| GP Competition                    | 9 mm Parabellum                                 | 23 cm              | 15 cm    | 1,04 kg                                            | 13 cartouches                       |
| GP Mk 2                           | 9 mm Parabellum/9 mm IMI                        | 20 cm              | 12 cm    | 0,950 kg                                           | 13/20 cartouches                    |
| GP Mk 2 Sport                     | 9 mm Parabellum                                 | 20 cm              | 12 cm    | 0,98 kg                                            | 13/20 cartouches                    |
| GP Mk 3/Mk 3 S                    | 9 mm Parabellum / .40 S&W                       | 20 cm              | 12 cm    | 0,915 kg                                           | 13/20 (9 mm) ou 10 cartouches (.40) |
| GP Mk 3 Practical                 | 9 mm Parabellum                                 | 20 cm              | 12 cm    | 0,98 kg                                            | 13/20 cartouches                    |

## Utilisateurs
À la fois fiable, fonctionnel et de grande capacité, le Browning GP est, après le Colt M1911, le second plus vieux pistolet toujours en service, et devrait probablement être, après le modèle américain, le second pistolet à avoir dépassé un siècle de service. La liste suivante comprend les acquéreurs de Browning 9 mm, de FN GP, et de FÉEG P9M :
- Algérie : Utilisé par le Groupement d'intervention spécial
- Afrique du Sud
- Reich allemand : Wehrmacht et Waffen-SS)
- Allemagne de l'Ouest : Landespolizei de Rhénanie-du-Nord-Westphalie.
- Arabie saoudite
- Australie : pistolet réglementaire de l'armée australienne[2].
- Autriche
- Barbade
- Belgique : en cours de remplacement par le FN Five-seveN. Police (en petit nombre, de plus en plus remplacés[3]). Douanes. Département de la Nature et des Forêts du Service Public de Wallonie.
- Birmanie
- Bolivie
- Burundi
- Cambodge
- Cameroun
- Canada : pistolet réglementaire de l'armée canadienne[4].
- Colombie
- République démocratique du Congo
- Croatie : Police croate.
- Cuba
- Danemark
- République dominicaine
- Émirats arabes unis
- Équateur
- Estonie
- Éthiopie
- Finlande
- France : Armée de l'air française / Gendarmerie nationale française durant les guerre d'Indochine et guerre d'Algérie.
- Gabon
- Ghana
- Grèce
- Honduras
- Inde
- Indonésie
- Irak FÉG P9M Hongrois
- Irlande
- Israël
- Jamaïque
- Japon
- Jordanie
- Kenya
- Lettonie
- Liban
- Liberia
- Libye
- Lituanie
- Luxembourg
- Malaisie
- Malawi
- Maurice
- Mexique : dotation partielle avec le Colt M1911A1.
- Mozambique
- Népal
- Niger
- Nigeria
- Oman
- Ouganda
- Panama
- Paraguay
- Pays-Bas
- Pérou
- Philippines
- Portugal
- Rhodésie du Sud
- Royaume-Uni : remplacé par le Glock 17 à partir de 2013.
- Rwanda
- Taïwan : remplacé aujourd'hui par le Pistolet Type 75.
- Yougoslavie

## Conflits
En tenant compte de sa large diffusion comme arme de service militaire, le GP 35 (et ses variantes) a connu les conflits suivants :
- Seconde Guerre mondiale
- Toutes les opérations militaires et guerres impliquant les forces armées belges de 1940 à aujourd'hui
- Guerre de Corée
- Crise du canal de Suez
- Guerres coloniales portugaises
- Débarquement de la baie des Cochons[5]
- Guerre d'Algérie
- Guerre du Viêt Nam par les forces australiennes et fourni comme arme intraçable par la CIA au MACV/SOG et aux PRU.
- Guerre de la frontière sud-africaine
- Guerre des Six Jours
- Guerre d'usure dans le conflit israélo-arabe
- Guerre du Bush de Rhodésie du Sud
- Guerre du Kippour
- Guerre civile salvadorienne
- Guerre des Malouines
- Guerres de Yougoslavie
- Guerre d'Irak
- Guerre de la drogue au Mexique[6]
- Première guerre civile libyenne[7],[8]
- Guerre civile syrienne[9]